# Porecatu
Porecatu é um município brasileiro do estado do Paraná situado as margens do Rio Paranapanema. Sua economia é essencialmente baseada na agricultura tendo a cana-de-açúcar como destaque.

## História

### Origens
No início do processo colonizatório brasileiro, o norte paranaense não atraía a atenção dos colonizadores portugueses, mais interessados na busca de metais preciosos e na extração de madeira nobre. Em fases posteriores, o trabalho com a erva-mate passou a ser importante atividade econômica para a então província do Paraná, mas tal atividade concentrou-se no sul e litoral, não contribuindo para a colonização das outras regiões.

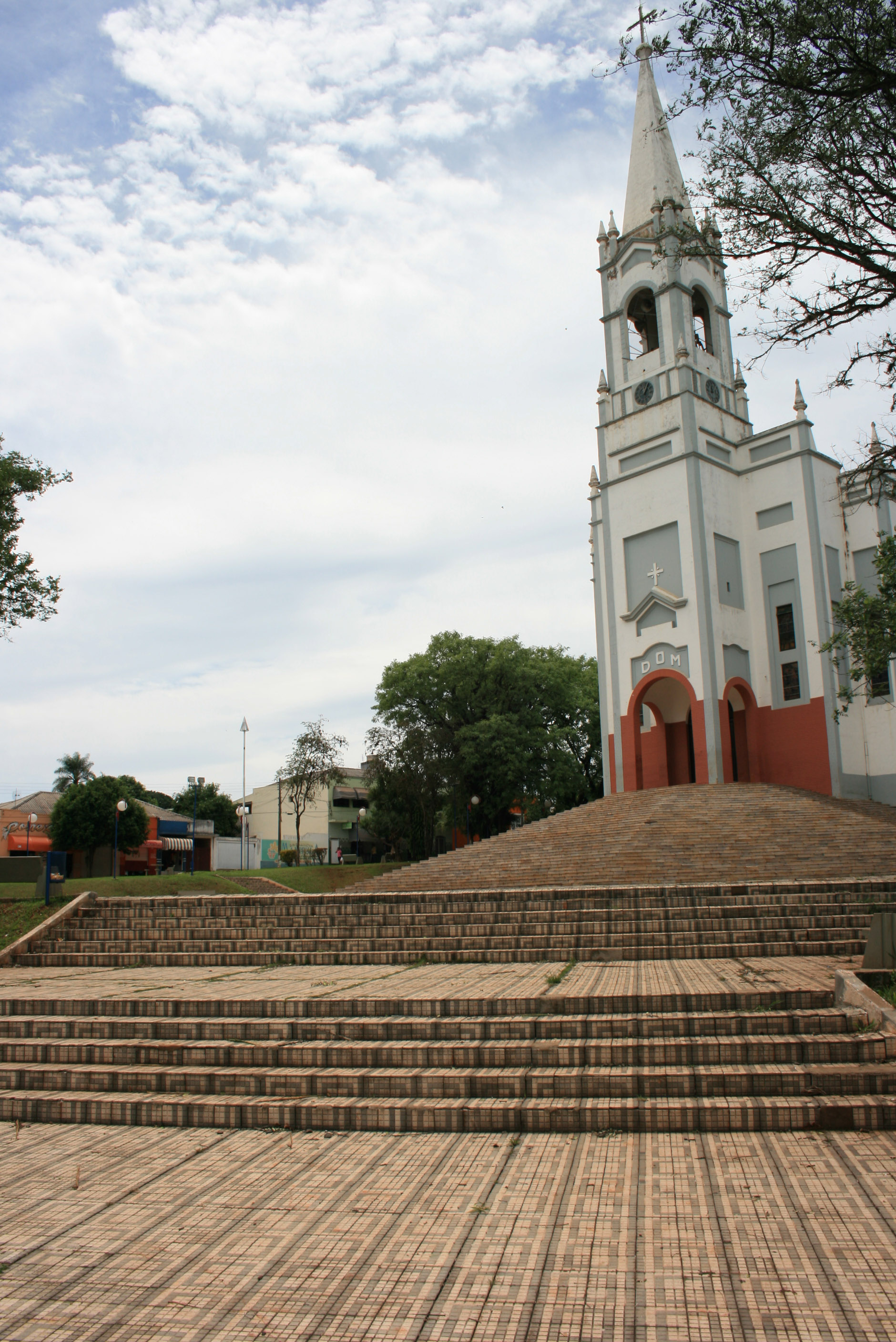
Vista da igreja matriz

O norte paranaense só passou a atrair a atenção de colonizadores no final do século XIX, quando o chamado Norte Pioneiro, a nordeste do estado, passou a ser colonizado por agricultores vindos dos estados de São Paulo e Minas Gerais, interessados em criar fazendas de café. Até este momento, a menos de algumas diligências de jesuítas catequizadores e exploradores ocasionais, o norte do Paraná era apenas habitada por índios.
O restante da região norte, conhecido como Norte Central Paranaense, começou a ser colonizado a partir da década de 1920, quando foram fundadas as empresas de capital inglês Brasil Plantations Sindycate e Parana Plantations, com o objetivo de colonizar a região e explorá-la economicamente, a parte mais ao norte desta região, que engloba a área do município de Porecatu, é a de colonização mais tardia, tendo se iniciado no final da década de 1930.
A criação destas empresas proporcionou o surgimento de várias cidades da região Norte Central. Por exemplo, a principal cidade da região do norte do estado, Londrina, teve suas origens onde havia sido estabelecida a matriz de uma subsidiária da Parana Plantations Ltd, chamada de Companhia de Terras Norte do Paraná (atual Companhia Melhoramentos).
Até o início da colonização, grande parte, se não a totalidade, das terras da região norte paranaense eram 
devolutas. Este era o estado dos 500 mil alqueires passados ao controle da Parana Plantations Ltd. quando da sua criação. Aliando-se isto ao fato de que o governo tinha interesse em acelerar o desenvolvimento da região, criou-se uma política de doação de terras e vendas a preços mínimos.
Este foi o caso da região de Porecatu, cujas terras foram loteadas, no início da década de 1940, por decisão do interventor federal para o estado do Paraná Manuel Ribas, juntamente com terras que hoje pertencem aos municípios de Centenário do Sul, Miraselva, Florestópolis, Jaguapitã e Guaraci, totalizando 120 mil hectares.
Um dos grandes adquiridores destas terras foi Ricardo Lunardelli, que por sua vez as dividiu e
loteou. Registra-se que Ricardo Lunardelli chegou a região da atual Porecatu, acompanhado de seus filhos Urbano e João, em 8 de dezembro de 1941, data considerada como sendo a de fundação do município.
A fazenda onde se iniciou o povoado era conhecida como Fazenda Canaã. Em 1942 tentou-se dar o nome de Brasília ao povoado, mas na data do primeiro registro oficial do município, foi utilizado o nome Porecatu, escolhido por Ricardo Lunardelli. Porecatu significa na língua Tupi algo como "bonito salto d'água".

### Registros oficiais
O povoamento que viria a se tornar a atual cidade de Porecatu teve seu primeiro registro oficial como distrito do município de Sertanópolis, qualidade outorgada pelo decreto-lei estadual nº 199, de 30 de dezembro de 1943, assinado pelo então interventor federal Manuel Ribas, um dos políticos nomeados por Getúlio Vargas para administrar os estados brasileiros.
Posteriormente, a lei estadual nº 2, de 10 de outubro de 1947, elevou Porecatu à categoria de município, desmembrando-o de Sertanópolis - a instalação propriamente dita do município se deu a 5 de novembro do mesmo ano. Esta mesma lei também deixava sob administração de Porecatu o distrito de Alvorada do Sul.
Em 14 de novembro de 1951, a lei estadual nº 790, sancionada pelo governador Bento Munhoz da Rocha Neto, criou os municípios de Florestópolis e Alvorada do Sul, desmembrando-os da administração de Porecatu.
Outra data importante para o município é a de 14 de janeiro de 1948, quando a lei estadual nº 23 criou a comarca de Porecatu, oficialmente instalada a 27 de janeiro do mesmo ano. Os registros indicam Octávio Bezerra Valente como o primeiro juiz da cidade.
A mesma década de 1940 que assistiu ao nascimento oficial do município, também viu o desenrolar de um violento conflito entre posseiros e policiais chamado de a Guerra de Porecatu.

## Geografia
Localiza as margens do Rio Paranapanema, tendo seus 291,665 km² situados no estado do Paraná, na divisa com o estado de São Paulo. Nos anos 1970, sua área territorial foi parcialmente alagada durante a  criação do lago da Usina Hidrelétrica de Capivara .

### Transportes
A cidade é servida por duas rodovias estaduais:
- PR-170: na direção sul, segue com a denominação de rodovia João Lunardelli em direção as cidades de Florestópolis e Londrina, ambas no Paraná e respectivamente a cerca de 15 km e 80 km de Porecatu. Na direção norte, segue em direção ao entroncamento com a rodovia PR-090 (Rodovia Engenheiro Ângelo Ferrario Lopes ou Rodovia do Cerne), e ao Porto Capim, na divisa com o estado de São Paulo, a 12,3 km de Porecatu.
- Rodovia Issa Jabur (PR-450): se inicia em Porecatu e segue, na direção sudoeste, rumo ao distrito de Vila Progresso e a cidade de Centenário do Sul, ambos no estado do Paraná.

Há também o Aeroporto de Porecatu, de administração privada, com uma pista asfaltada de 2100m. Em 16 de agosto de 2000, este aeroporto foi usado por um bando, supostamente comandado por Marcelo Moacir Borelli, para pousar um avião da Vasp que haviam sequestrado. Nesta ação, o bando teria roubado  cerca de R$5 milhões de malotes bancários que estavam sendo transportados por uma empresa especializada de Curitiba.

### Demografia
A tabela abaixo apresenta a população de Porecatu nos censos e contagens demográficos realizados pelo Instituto Brasileiro de Geografia e Estatística - IBGE - desde a criação do município.
| Ano      | 1950   | 1960   | 1970   | 1980   | 1991   | 1996     | 2000   | 2007     | 2010   |
| -------- | ------ | ------ | ------ | ------ | ------ | -------- | ------ | -------- | ------ |
| Fonte    | Censo  | Censo  | Censo  | Censo  | Censo  | Contagem | Censo  | Contagem | Censo  |
| Homens   | 13.996 | 11.402 | 11.714 | 10.874 | 8.486  | -        | 7.860  | -        | -      |
| Mulheres | 11.255 | 9.191  | 10.563 | 10.590 | 8.616  | -        | 8.021  | -        | -      |
| Total    | 25.251 | 20.593 | 22.277 | 21.464 | 17.102 | 17.281   | 15.881 | 14.174   | 14.149 |

Na tabela seguinte, é apresentada a variação da população por períodos.
| Período     | Variação |
| ----------- | -------- |
| 1950 - 1960 | -18,45%  |
| 1960 - 1970 | +8,18%   |
| 1970 - 1980 | -3,65%   |
| 1980 - 1991 | -20,32%  |
| 1991 - 2000 | -7,14%   |
| 2000 - 2007 | -10,74%  |

Fonte: IBGE - Resultado de censos, contagens e estimativas.

## Economia
A economia do município se baseia quase que exclusivamente na agricultura, principalmente na cultura da cana-de-açúcar. Como exemplo desta característica, duas das maiores empregadoras da cidade, a Usina Central Paraná (UCP) e a Cooperativa Agropecuária dos Cafeicultores de Porecatu (Cofercatu), têm suas atividades relacionadas diretamente com a agricultura. A prefeitura do município é a outra grande empregadora.

### Problemas sociais
Como maior empregadora da cidade a Usina Central Paraná (UCP), do grupo Atalla, tem participação fundamental na economia do município. Porém, nos últimos anos, os problemas financeiros do grupo 
 têm tido impacto direto na população da cidade. Durante a safra canavieira do ano de 2008, manifestações e greves foram realizadas após o não pagamento de salários

. Também durante o ano de 2008, fiscalizações do Ministério do Trabalho e Emprego identificaram diversos problemas nas relações trabalhistas da empresa.

## Filhos ilustres
- Ver Porecatuenses notórios

## Esporte
A cidade possuiu um clube no Campeonato Paranaense de Futebol, a Sociedade Esportiva Porecatu.